# Tuvalu ai Giochi olimpici
Tuvalu ha partecipato per la prima volta ai Giochi olimpici nel 2008.
Gli atleti tuvaluani non hanno mai vinto medaglie ai Giochi olimpici estivi, mentre non hanno mai partecipato ai Giochi olimpici invernali.
L'Associazione Sportiva e Comitato Olimpico Nazionale di Tuvalu venne creato nel 2004 e riconosciuto dal CIO nel 2007.

## Medaglieri

### Medaglie alle Olimpiadi estive
| Giochi       | Oro | Argento | Bronzo | Totale |
| ------------ | --- | ------- | ------ | ------ |
| Pechino 2008 | 0   | 0       | 0      | 0      |
| Londra 2012  | 0   | 0       | 0      | 0      |
| Rio 2016     | 0   | 0       | 0      | 0      |
| Tokyo 2020   | 0   | 0       | 0      | 0      |
| Parigi 2024  | 0   | 0       | 0      | 0      |
| Totale       | 0   | 0       | 0      | 0      |